# Data Mapper
V softwarovém inženýrství je Data Mapper architektonický návrhový vzor pro práci s datovými zdroji, který v roce 2002 publikoval Martin Fowler ve své knize Patterns of Enterprise Application Architecture.

## Shrnutí
Podle tohoto vzoru neobsahuje doménový objekt žádné CRUD nebo vyhledávací operace a o vytváření, úpravu a mazání doménových objektů z databáze se stará oddělený (mapovací) objekt. Doménový objekt je tedy zcela nezávislý na databázi. Zatímco mapovací objekt má přístup jak k doménovému objektu, tak k databázovému systému. Výhodou tohoto vzoru je právě nezávislost doménového objektu na datovém modelu, kdy je veškerá zodpovědnost za persistenci přesunuta na mapovací objekt.